# Czesław Tomasik
Czesław Tomasik ps. Czesław, Kurowski (ur. 4 kwietnia 1907, zm. 28 czerwca 1942 w Warszawie) – inżynier budowlany, instruktor harcerski, harcmistrz, współzałożyciel organizacji harcerskiej „Wigry”.

## Życiorys
Urodził się w rodzinie robotniczej, w której kosztem wyrzeczeń rodziców otrzymał wykształcenie. Ukończył warszawską średnią szkołę budowlaną i Państwową Szkołę Budowlaną. 
W wieku 12 lat, w 1919 był jednym z założycieli drużyny harcerskiej w Szkole Powszechnej nr 72 przy ul. Złotej 51 – późniejszej 37 Warszawskiej Drużyny Harcerskiej „Szmaragdowa” im. Szymona Mohorta, która działała w kilku warszawskich szkołach powszechnych. Był jej drużynowym (w latach 1920–1925, 1926–1933, a następnie w konspiracji w 1939–1942).
W 1928 został członkiem Komendy Chorągwi Warszawskiej Harcerzy. Od roku 1924 był hufcowym hufca Grzybów, w latach 1930–1931 – hufca harcerzy Praga, a następnie – zastępcą komendanta chorągwi. Był też instruktorem Wydziału Drużyn Szkół Powszechnych Chorągwi Warszawskiej ZHP. Współzałożyciel Koła Instruktorów im. Mieczysława Bema (KIMB).
W grudniu 1937 wstąpił do Klubu Demokratycznego w Warszawie, a następnie został członkiem Stronnictwa Demokratycznego.
Współzałożyciel i jeden z dowódców konspiracyjnej organizacji harcerskiej „Wigry”, późniejszego Batalionu Harcerskiego Wigry.

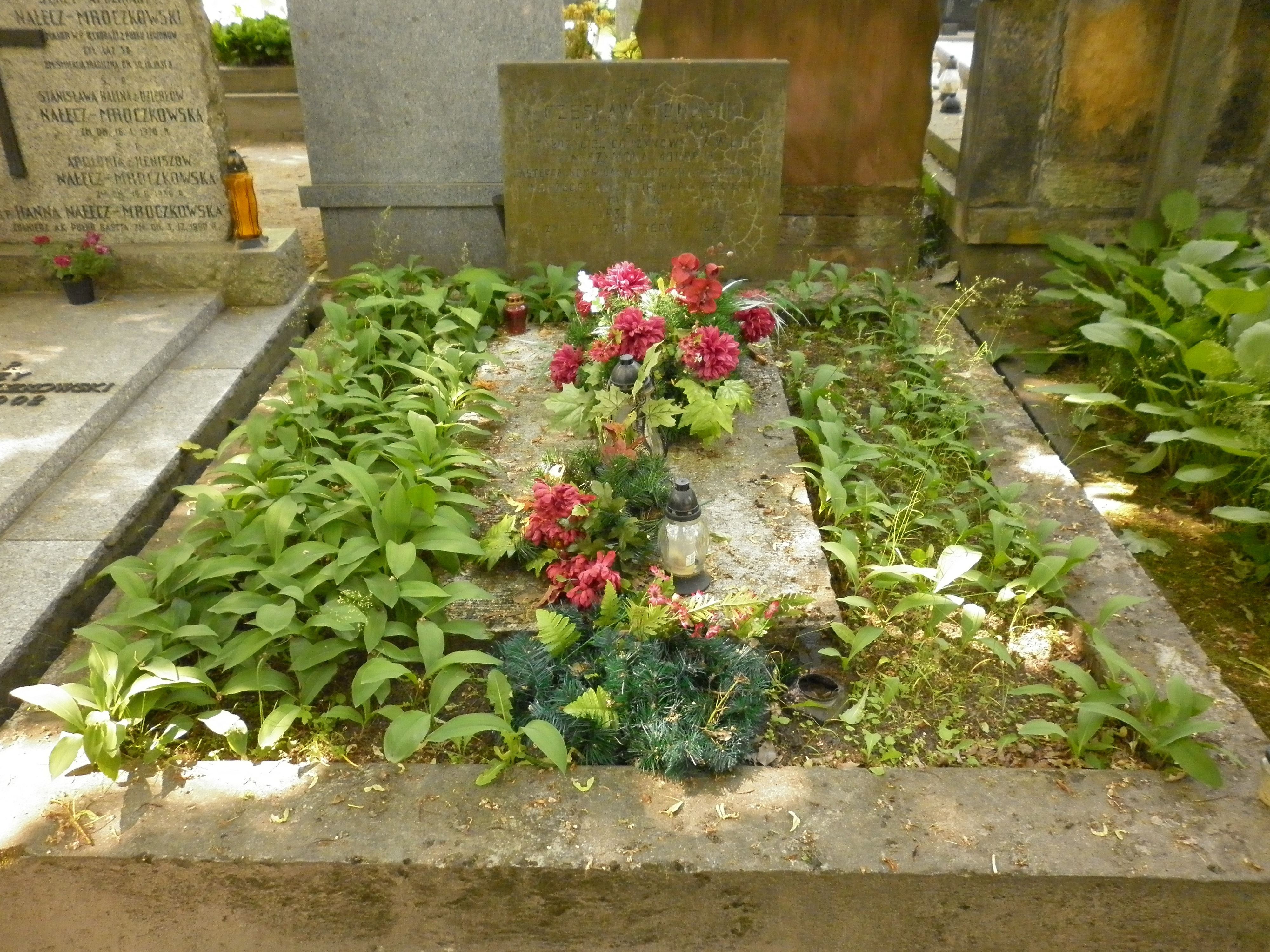
Grób Tomasika na Cmentarzu Wojskowym na Powązkach w Warszawie

Zmarł na gruźlicę 28 czerwca 1942 w Warszawie. Pochowany został na Cmentarzu Wojskowym na Powązkach (kwatera B17-1-14/15).
Na jego cześć jedną z kompanii Batalionu Wigry nazwano imieniem „Czesław”.
Czesław Tomasik miał córka Aleksandrę (Zgórzak), która zamieszkała w Pruszkowie.